# Saint-Georges Saint-Émilion
Saint-Georges-Saint-Émilion es una denominación de origen de la región vinícola de Burdeos. Son vinos elaborados en el territorio de la comuna de Saint-Georges-Saint-Emilion, con la exclusión de las parcelas pertenecientes a la zona de los aluviones modernos llamados "Palus".
Las variedades autorizadas son: cabernet franc, malbec o pressac, bouchet y merlot. Los vinos deben provenir de mostos que contengan un mínimo y antes de todo enriquecimiento o concentración de 187 gramos de azúcar natural por litro y presenten, después de la fermentación, un grado alcohólico mínimo de 11º. 
La producción no puede exceder de 45 hectolitros por hectárea de viña en producción. La producción media anual de esta denominación es de 11.500 hectolitros, y la superficie declarada la de 200 hectáreas. 
El reconocimiento del Saint-Georges Saint-Émilion como appellation d'origine contrôlée (AOC) data de 1936. A partir de 1973, es una denominación de origen protegida (PDO) ante la Unión Europea.